# 파울로 코엘료

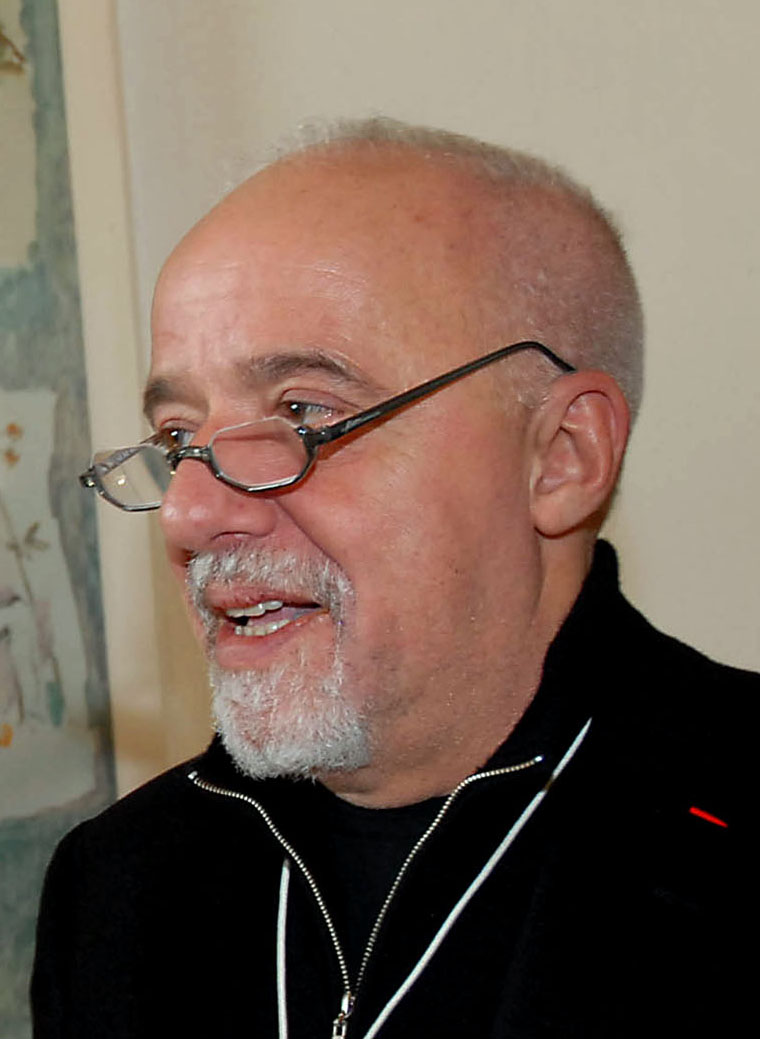
파울로 코엘료

파울로 코엘료(포르투갈어: Paulo Coelho 파울루 코엘류[*] [ˈpau̯lu ˈko̯eʎu], 1947년 8월 24일~)는 브라질의 소설가이다. 인간의 내면을 탐구하고 삶의 본질적 측면을 다루는 소설을 써서 전 세계적으로 사랑을 받았다.
대표작은 《연금술사》(1988년), 《베로니카, 죽기로 결심하다》(1998년), 《11분》(2003년), 《오 자히르》(2005년), 《포르토벨로의 마녀》(2006년) 등이 있다.

## 생애
- 중산층 기독교 집안 출신.
- 1954년 리우데자네이루(Rio de Janeiro)에 있는 예수회 학교
- 어린시절부터 글쓰기를 좋아했고, 고등학교 때는 시, 연극 경연대회에 참가하기도 하였다. 하지만 그의 아버지는 그가 기술자가 되기를 원했고, 어머니는 그가 작가의 길을 걷는 것을 보고 낙담하였다. 부모님과의 마찰은 계속되었고 그의 청소년기는 우울증과 분노의 연속이었다. 그리고 그는 정신과 치료를 받기 위해 세 번이나 병원에 입원했다.
- 1960년대에 그는 실험적인 연극, 아방가르드에 초점을 맞추는 감독, 배우로서 연극의 세계에 발을 들여놓는다.
- 1970년부터 그는 히피운동에 뛰어들어 활동하였다. 그 당시에 마약, 초자연의 세계, 왼손의 방침(Left-hand path: 다른 사람에게 해를 끼치는 신비주의자나 사탄주의자를 가리키는 말)이 유행하였다.
- 그는 감독과 연극배우뿐만 아니라 "The Dove" , "2001"라는 잡지의 기자로도 활동한다.
- 1972년에 음악가 하울 세이샤스(Raul Seixas)를 만나게 되는데, 이들은 브라질 록음악의 큰 영향을 끼치는 파트너가 된다. 그리고 그 당시 그는 마르셀루 모타(Marcelo Motta)와 인연이 있었고 알리스터 크롤리와 하울 세이샤스가 주창하는 소시에다지 아우테르나치바(Sociedade Alternativa, 알리스터 크롤리의 이론을 바탕으로하는 철학의 일종)의 추종자가 된다. 그리고 이것들은 군사정권과 문제를 일으키게 된다. 그리고 가수 엘리스 헤지나(Elis Regina), 히타 리(Rita Lee), 호자나 피엥구(Rosana Fiengo)에게 곡을 준다.
- 영적탐구의 매력에 빠진 그는 동양 종교에 빠져들고 세계 여행을 하게 된다.
- 1982년 그의 첫 번째 책이 출간되었지만 반응이 시원치 않았다. 그리고 1985년에 두 번째 책인 The Practical Manual of Vampirism (직역:흡혈귀의 실용 매뉴얼)이 발간되었다.이 책은 낮은 품질로 발간되었으며 나중에 파울로 코엘료의 말을 빌리자면 "신화는 재미있지만 책 자체는 형편없다"라고 하였다고 한다.
- 1986년에 그는 스페인의 성지순례로 유명한 산티아고의 길을 걷는 순례자의 여행을 하게 된다. 1987년에 출간된 그의 "순례자"(The Pilgrimage)란 책을 보면 스페인 갈리시아 지방의 산티아고 데 콤포스텔라에서 프랑스 남쪽까지 700마일(1126.3킬로미터)이나 되는 먼 길을 걷는 여행이었다고 한다.
- 1988년 그의 베스트셀러인 "연금술사" (O Alquimista)가 발간된다. (사실 이 책은 초기엔 아주 천천히 팔렸다고한다.) 이 책은 18개국에서 발간되었고 총 4,100만권이 팔렸다.
- 많은 비평에도 불구하고 그는 세계적인 베스트셀러 작가 중 최고의 작가로 불린다.
- 그의 저서들은 66개의 언어로 150개국에서 1억 권이 팔렸다.[1]